# 马尔桑
马尔桑（法語：Marsan，法語發音：[maʁsɑ̃]）是法国热尔省的一个市镇，属于欧什区。

## 地理
马尔桑（43°39'23"N, 0°43'20"E）面积14.93 平方千米，位于法国奧克西塔尼大區热尔省，该省份为法国西南部内陆省份，北起顺时针与洛特-加龙省、塔恩-加龙省、上加龙省、上比利牛斯省、大西洋比利牛斯省和朗德省接壤。
与马尔桑接壤的市镇（或旧市镇、城区）包括：努加鲁莱、欧比耶、拉伊特、勒布兰、吕桑、蒙泰居。
马尔桑的时区为UTC+01:00、UTC+02:00（夏令时）。

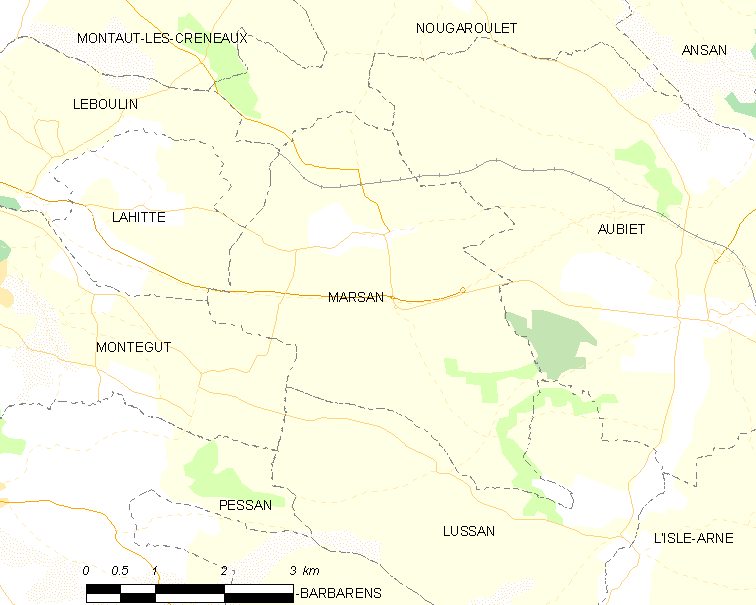
马尔桑的OSM定位图

## 行政
马尔桑的邮政编码为32270，INSEE市镇编码为32237。

## 政治
马尔桑所属的省级选区为欧什第二县。

## 人口

1962-2008年间马尔桑人口变化图示

马尔桑于2022年1月1日时的人口数量为464人。